# Right Stuf Inc.
A Right Stuf Inc. (anteriormente conhecida como The Right Stuf International Inc.) é uma editora e distribuidora independente de vídeos especializada em entretenimento asiático (anime e filmes de ação ao vivo). A empresa possui várias divisões, incluindo: Nozomi Entertainment (produção), Critical Mass (programação para adultos), RightStufAnime.com (loja on-line) e 5 Points Pictures (live action). Em março de 2012, a Right Stuf lançou a 5 Points Pictures, seu selo de ação ao vivo. A Right Stuf também oferece serviços de produção e distribuição para as gravadoras japonesas Aniplex of America, Sunrise Inc., Eleven Arts, e Pony Canyon.
A Right Stuf foi fundada em 31 de julho de 1987 por Robert Ferson e atual CEO Shawne P. Kleckner. A empresa está sediada em Grimes, Iowa.

## Nozomi Entertainment
A Nozomi Entertainment é o estúdio da Right Stuf com foco em "lançamentos de colecionador para públicos de todas as idades". Publica programas de anime clássicos e modernos para pessoas de todas as idades. Na Anime Expo de 2007, o CEO Shawne Kleckner anunciou que a Right Stuf havia mudado o nome de sua divisão de produção para Nozomi Entertainment. O primeiro título lançado sob o novo rótulo da Nozomi Entertainment foi The Third.

### Títulos licenciados pela Nozomi Entertainment

#### A–B
- A.D. Police: To Protect and Serve
- Adolescence of Utena
- Aria
- Astro Boy
- Big Windup! (Season 2)
- Boogiepop Phantom
- Boogiepop Phantom and Others

#### C–H
- Dirty Pair
- Dirty Pair: Project Eden
- Dirty Pair Flash
- El-Hazard: The Magnificent World
- El-Hazard: The Magnificent World 2
- El-Hazard: The Wanderers
- El-Hazard: The Alternative World
- Emma: A Victorian Romance
- Gakuen Alice
- Galaxy Angel
- Gasaraki
- Gekiganger III
- Gravitation
- His and Her Circumstances

#### I–N
- The Irresponsible Captain Tylor
- Junjo Romantica: Pure Romance
- Kimba the White Lion
- Lost Universe
- Mai Mai Miracle
- Magic User's Club
- Martian Successor Nadesico
- Martian Successor Nadesico: The Motion Picture – Prince of Darkness
- Mobile Suit Gundam
- Ninja Nonsense

#### O–S
- Pita Ten
- Please Teacher!
- Please Twins!
- Princess Knight
- Rental Magica
- Revolutionary Girl Utena
- Sayonara, Zetsubou-Sensei
- Shingu: Secret of the Stellar Wars
- Sketchbook ~full color's~
- Sound of the Sky
- Super GALS! Kotobuki Ran

#### T–Z
- Tamayura
- The Third: The Girl with the Blue Eye
- To Heart
- Toward the Terra
- A Town Where You Live
- Umi Monogatari
- Yakitate!! Japan

#### Fora de catálogo
- Ai City
- Antique Bakery
- Assemble Insert
- Boys Be...
- Cat's Eye
- Comic Party (now licensed by Discotek Media)
- Dangaizer 3
- Gigantor
- Godmars (now licensed by Discotek Media)
- K.O. Beast
- Leda: The Fantastic Adventure of Yohko
- Maria-sama ga Miteru (now licensed by Maiden Japan)
- Piano: The Melody of a Young Girl's Heart
- The Rose of Versailles
- Space Adventure Cobra
- Starship Girl Yamamoto Yohko
- Violence Jack (now licensed by Discotek Media)

## Lucky Penny
Lucky Penny Entertainment é uma gravadora de estúdio da Right Stuf, focada em "edições de alta qualidade e econômicas dos favoritos dos fãs de anime e títulos de nicho". As primeiras séries lançadas sob o selo Lucky Penny foram Ristorante Paradiso, Hyakko e Aoi Hana: Sweet Blue Flowers.

### Títulos licenciados pela Lucky Penny Entertainment
- Ah My Buddha
- Aoi Hana: Sweet Blue Flowers
- Fantastic Detective Labyrinth
- Hanbun no Tsuki ga Noboru Sora
- Hyakko
- Princess Nine
- Ristorante Paradiso
- Sengoku Collection
- Shukufuku no Campanella
- Space Pirate Mito
- Yondemasuyo, Azazel-san

## Critical Mass Video
Critical Mass Video é o estúdio de Right Stuf para programação de anime adulto. Oferece títulos que atendem a uma variedade de preferências diferentes.

### Títulos licenciados por Critical Mass Video

#### A–B
- Angel Blade
- Angel Blade Punish
- Angel Blade Returns
- Anyone You Can Do... I Can Do Better!
- Beast City
- Black Widow
- Blood Royale
- Blood Shadow
- Bondage 101
- Bondage Mansion

#### C–H
- Campus
- Can Can Bunny Extra
- Chains of Lust
- Classroom of Atonement
- Cool Devices
- Countdown
- Countdown Akira
- Dark
- Debts of Desire
- Demon Warrior
- Destined for Love
- Dragon Pink
- Endless Serenade
- F-Force
- F3: Frantic, Frustrated & Female
- Girl Next Door
- Hardcore Hospital
- Holy Virgins
- Hooligan
- Hot for Teacher
- Hypnolove

#### I–N
- I Love You
- The Invisible Stud
- Love Doll
- Maid Service
- Magic Woman M
- Magical Twilight
- Mail Order Maiden
- Maison Plaisir
- Maple Colors
- MeiKing
- Midnight Strike Force
- My Brother's Wife
- Naughty Nurses
- Night Shift Nurses
- Nightmare Campus
- Nurse Me

#### O–S
- Ogenki Clinic Adventures
- Perverse Investigations
- Private Sessions
- Professor Shino’s Classes in Seduction
- Punishment
- Rei Rei
- Rxxx: Prescription for Pain
- Sex Ward
- Sexy Sailor Soldiers
- Sibling Secret
- Sinners Paradise
- Slave Market
- Slave Sisters
- Slaves to Passion
- Spotlight
- Stepmother's Sin
- The Story of Little Monica
- Temptation

#### T–Z
- T & A Teacher
- Urotsukidōji New Saga
- Variable Geo Neo
- The Venus Files
- Voyeur's Digest
- Wicked Lessons
- Xpress Train
- Xtra Credit

## 5 Points Pictures
5 Points Pictures é a divisão de distribuição da Right Stuf para programação de ação ao vivo. Em março de 2012, a Right Stuf, Inc. estabeleceu a 5 Point Pictures e anunciou seu contrato de distribuição de filmes com a CJ Entertainment.

### Títulos licenciados pela 5 Points Pictures
- Bleak Night (2011)
- Finding Mr. Destiny (2010)
- Glove (2011)
- Going by the Book (2007)
- The Happy Life (2007)
- Moss (2010)
- Penny Pinchers (2011)
- Punch (2011)
- The Suicide Forecast (2011)
- Tazza: The High Rollers (2006)